# Antonio di Rudinì
Antonio Starabba, marquis di Rudinì (6 avril 1839, Palerme - 7 août 1908, Rome) est un homme d'État italien.
Il est maire de Palerme, député, puis président du Conseil italien de 1891 à 1892 et de 1896 à 1898.

## Biographie

### Jeunesse et éducation
Antonio Starabba, marquis de Rudinì, est né dans une famille noble sicilienne de rang marquisal, originaire de Piazza Armerina et hostile au régime des Bourbons en Sicile. En effet, son père, Francesco Paolo Starabba, membre de la famille des princes de Giardinelli, portait le titre de marquis de Rudinì et participa aux soulèvements siciliens de 1848, présidant le comité de collecte de fonds pour la guerre à venir contre les Bourbons. Sa mère, Livia Statella, était également de noble naissance, fille du prince Antonio Statella de Cassero, ministre puis président du conseil des Deux-Siciles.
Très jeune, Antonio Starabba di Rudinì obtient un diplôme de droit à l'université de Palerme, devient avocat et rejoint le groupe des jeunes nobles siciliens qui nourrissent des idées patriotiques favorable à la maison de Savoie.
C'est pourquoi, en 1859, le jeune Antonio rejoint le comité révolutionnaire qui ouvre la voie aux triomphes de Giuseppe Garibaldi l'année suivante. Le 4 avril 1860, le jeune di Rudinì participe à la révolte de la Gancia organisée à Palerme par Francesco Riso, et réprimée dans le sang par les forces armées des Bourbons. Le marquis de Rudinì réussit à échapper à l'exécution en embarquant sur un navire français à destination de Gênes, où il reste spectateur des événements jusqu'à la conclusion de l'expédition des Mille.
Après la proclamation du royaume d'Italie le 17 mars 1861, il travaille pendant une courte période à Turin en tant qu'attaché au ministère des Affaires étrangères.

### Maire de Palerme et préfet
En 1863, il retourne à Palerme où il est conseiller municipal et à la mort de Mariano Stabile, maire de la ville dont il est l'un de ses principaux collaborateurs, en août de la même année, il est nommé son successeur, avec le soutien de Michele Amari. Alors âgé de 24 ans, il est le plus jeune maire de la ville.
S'inscrivant dans la lignée politique de son prédécesseur, il triple le nombre d'écoles et engage, à l'instar d'autres grandes villes de la Péninsule qui se modernisent, une planification municipale des travaux publics inspirée de la politique haussmannienne grâce aux démolitions de quartiers insalubres au profit de nouveaux ensembles immobiliers et au dégagement des décombres des bombardements de 1860. À son initiative, la mairie engage des travaux d'aménagement de la Via Roma, le revêtement en pavés ou graviers du Corso Vittorio Emanuele et plusieurs artères, la reconstruction des trottoirs et des égouts des rues principales, l'édification de maisons pour ouvriers au Noviziato, l'installation de nouveaux marchés couverts Piazza degli Aragonesi et Porta San Giorgio, l'amélioration de l'éclairage urbain par l'usage du gaz en remplacement des lampes à huile, l'aménagement du jardin Garibaldi selon les plans de l'architecte Giovan Battista Filippo Basile, qui emporte également le concours pour le Teatro Massimo Vittorio Emanuele en 1864, alors que pour celui du théâtre Politeama en 1865 le choix se porte sur l'architecte Giuseppe Damiani Almeyda, après l'attribution du marché à l'entreprise piémontaise du banquier Carlo Gallard.
Mais le budget communal, quoique passé de 2,4 millions de lires en 1859 à 4,8 millions lors de son mandat, ne permet pas de couvrir les 3,5 millions de lires de travaux qui doivent être financés par des emprunts d'un total de 6,5 millions de lires contractés auprès de la Cassa Depositi e Prestiti et de la société Galland. La charge de ces dettes et des travaux qui alourdit les finances fragiles de la commune est contestée par l'opposant régionaliste Giovanni Raffaele, déplorant que de nouvelles taxes sur les denrées alimentaires fassent augmenter le coût de la vie.
Face à ses projets de modernisation urbaine, l'administration Rudinì recueille de l'hostilité de la part de la population. En tant que premier citoyen en septembre 1866, il combat la révolte antiunitaire des sept et demi, provoquée par des éléments de diverses obédiences politiques - indépendantistes, bourbonistes et républicains - qui s'appuyaient sur le mécontentement populaire provoqué par l'introduction de la conscription militaire, d'une fiscalité excessive et de la confiscation des biens des corporations religieuses de l'île. La révolte éclate le 16 septembre: le maire, escorté d'une petite suite de gardes nationaux et de grenadiers, tente d'affronter les émeutiers face à face, mais doit bientôt se retirer à l'hôtel de ville, tandis que son palais dans la ville est incendié. Il parvient à protéger le Palais royal. Quelques jours plus tard, des renforts militaires dirigés par le général Raffaele Cadorna arrivent et met fin à la rébellion le sang le 22 septembre 1866.
Il laisse le poste de maire à Salesio Balsano alors que le courage et le prestige acquis au sein du gouvernement lors de cette action lui valent d'être nommé préfet de Palerme en novembre 1866, poste dans lequel il s'emploie à réprimer le brigandage dans toute la province sous sa juridiction.
Il dénonce devant la commission parlementaire enquêtant sur la révolte de l’année précédente, la puissance locale de la mafia, son impunité judiciaire : « celui qui veut demeurer à la campagne doit devenir un brigand. Il ne peut faire autrement : pour défendre sa personne et sa propriété, il est nécessaire qu’il s’assure le patronage des malfaiteurs et que, d’une certaine manière, il s’associe avec eux ». Il décrit l'unité de l'organisation criminelle alors que la croyance répandue la considérait comme un agglomérat de divers gangs indépendants et la porosité des murs de la prison palermitaine de l'Ucciardone d'où est gérée l'organisation. Pour autant, comme ses prédécesseurs et ses successeurs, il intègre des responsables mafieux dans le système de lutte contre l'insécurité publique, et semble profiter à Caccamo des soutiens du crime organisé.
Il démissionne de son poste en protestation du report du projet de loi judiciaire validant les procédures d'exception appliquées en 1866.

### Député et ministre
En 1867, Antonio Di Rudini est élu pour la première fois à la Chambre des députés du royaume d'Italie, pour la circonscription de Canicattì. Il y siègera durant 41 ans, jusqu'à sa mort. En 1868, il est nommé préfet de Naples, où il fait preuve de remarquables qualités d'administrateur et de fonctionnaire.
Le 22 octobre 1869, il est nommé ministre de l'Intérieur dans le cabinet Menabrea, en remplacement de Luigi Ferraris qui avait démissionné, bien qu'il n'ait que 30 ans. Di Rudinì reste en fonction pendant moins de deux mois, jusqu'au 14 décembre 1869, date à laquelle il se brouille avec l'exécutif. Revenu comme simple député, il se range politiquement du côté de la droite historique la plus conservatrice, à laquelle il reste fidèle même pendant les années de transformation du Premier ministre Agostino Depretis, à laquelle participe également une partie de la droite historique, dirigée par Marco Minghetti.
Défenseur des intérêts des grands propriétaires fonciers, il adopte, lors de l'élargissement de la base électorale prévue par la loi électorale de 1882, un élitisme politique sur lequel écrira son jeune secrétaire particulier, Gaetano Mosca, car il redoute la perte de pouvoir de l'aristocratie au profit de la bourgeoisie et de la classe moyenne qui prospèrent sur le clientélisme.
Il est toujours reconduit à la Chambre, mais sans aucune fonction gouvernementale parlementaire jusqu'au 10 décembre 1890 où il est vice-président de la Chambre, jusqu'au 6 février 1891.
Après la mort de Minghetti en 1886, Rudinì devient l'un des dirigeants les plus influents du parti de la droite conservatrice. Dans son opposition au transformisme, il se rapproche de l'opposant de gauche de Depretis, Francesco Crispi, faisant même un meeting commun à Carini à l'occasion des législatives de 1886, lui vantant la stature d'homme d’État de l'ancien bras droit de Garibaldi, lequel souligne la participation de di Rudini à la révolution de 1860.
À la suite de la mort de Depretis et l'arrivée au pouvoir de Francesco Crispi le 7 août 1887, di Rudinì renonce à l'opposition systématique aux cadres de la gauche historique opérée par les représentants de la droite après la "révolution parlementaire" de 1876, mais sans soutenir inconditionnellement le ministère. Au contraire, avec son compatriote Crispi, il se livre souvent à de véritables duels parlementaires à la Chambre: dans l'un d'eux, le Premier ministre, dans sa ferveur oratoire, en vient à reprocher à di Rudinì ses actions pendant la révolte de Palerme de 1866.
Lorsque le gouvernement Crispi II tombe en janvier 1891 en raison de l'introduction de mesures fiscales trop rigides, le roi Umberto Ier de Savoie confie à di Rudinì, chef reconnu de la droite, la tâche de former un nouveau ministère.

## Président du Conseil

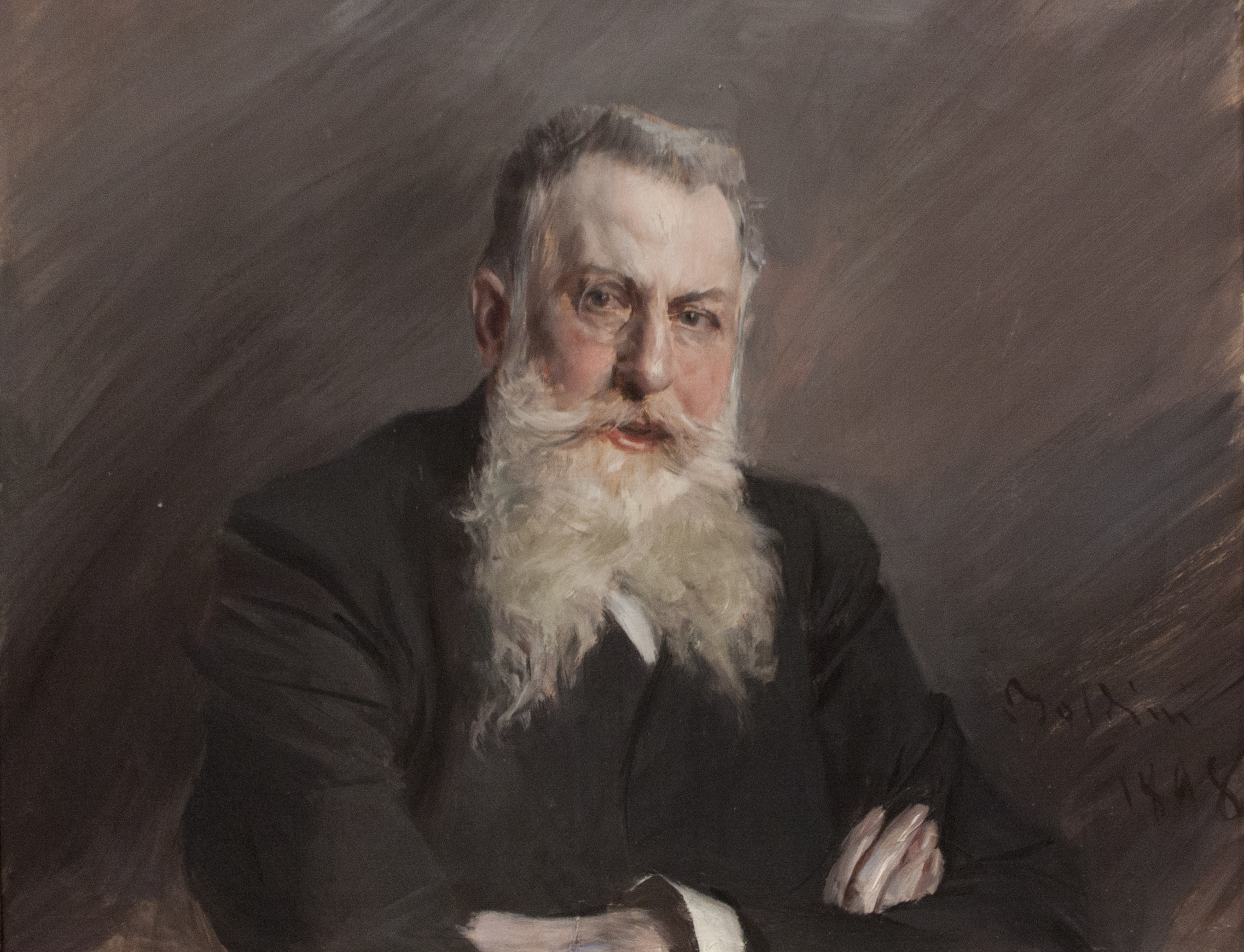
Antonio Starrabba, Marquis di Rudinì, portrait réalisé par Giovanni Boldini en 1898, Galerie d'art moderne Sant'Anna, Palerme.

Le nouvel exécutif entre en fonction le 6 février, di Rudinì détenant également le ministère des Affaires étrangères (puis de la Marine et de l'Agriculture, de l'Industrie et du Commerce). Sa composition reflète l'évolution de l'équilibre politique au sein du Parlement italien : en effet, le nouveau Premier ministre doit former un gouvernement de coalition qui comprend des représentants conservateurs, comme Luigi Luzzatti aux Finances et Pasquale Villari à l'Éducation, et une partie de la gauche historique dirigée par Giovanni Nicotera, nommé ministre de l'Intérieur, et qui s'appuie également sur le soutien parlementaire de certains députés radicaux, comme Felice Cavallotti.
Son administration se révèle être l'exact opposé de celle de son prédécesseur : aux dépenses excessives soutenues par le gouvernement Crispi pour les investissements industriels et les projets coloniaux, qui avaient provoqué l'effondrement du budget, il oppose une politique d'"écrémage", visant à réduire les dépenses excessives, notamment militaires.

### Politique étrangère
En politique étrangère, tout en réaffirmant les liens qui unissaient l'Italie à Vienne et à Berlin par le biais de la Triple Alliance, il inverse le programme d'expansion coloniale en Afrique. En effet, le Premier ministre négocie avec le gouvernement de Londres, en désaccord avec Rome sur la frontière entre l'Érythrée, colonie italienne, et le Soudan britannique, un accord diplomatique signé entre mars et avril 1891, qui fixe les frontières coloniales et sanctionne la renonciation italienne à la ville soudanaise de Kassala, occupée quelque temps auparavant par les Italiens, et aux territoires situés au-delà du fleuve Mareb.
Toujours en Afrique, le gouvernement italien inverse sa position à l'égard du négus Ménélik II, soutenant les tentatives de son rival, ras Mangascià, de créer une domination personnelle dans la région du Tigré. Même avec la France, avec laquelle les relations s'étaient détériorées pendant le gouvernement Crispi, di Rudinì entame une détente, également pour obtenir un prêt de la banque Rothschild, qui est ensuite refusé après que les Français ont exigé de connaître à l'avance le contenu de l'alliance italienne avec les Empires centraux, que Paris considère comme une menace pour sa sécurité. Di Rudinì non seulement refuse, mais au contraire renouvelle l'alliance avec l'Allemagne et l'Autriche le 5 mai 1891, un an avant l'expiration du pacte, dans lequel l'Italie est mise sur un pied d'égalité avec les deux autres États signataires par le biais d'un texte unique, au lieu des deux précédents traités séparés italo-allemand et italo-autrichien. Un article supplémentaire dans la nouvelle Triple-Entente facilite les ambitions italiennes pour Tripoli, dont l'occupation éventuelle par l'Italie, auparavant uniquement possible en cas de menace française, peut désormais avoir lieu sans cette contrainte, sous réserve du consentement allemand.
Les résultats de di Rudinì en matière de politique intérieure étaient plus modestes. L'objectif était d'équilibrer le budget, ce qui ne pouvait être atteint que de deux manières : soit un resserrement budgétaire, soit la réduction des forces armées et des dépenses militaires. La première proposition est combattue par le ministre des finances lui-même, Giuseppe Colombo, qui démissionne le 4 mai 1892 en signe de protestation, tandis que la seconde hypothèse est combattue par les milieux conservateurs de droite et de gauche, ainsi que par les militaires et le roi Umberto Ier lui-même, traditionnellement lié à l'armée. Après la démission de son ministre, di Rudinì présente sa démission et celle de son gouvernement au souverain, obtenant une reconduction avec le consentement des Chambres, mais finalement, le 14 mai 1892, l'exécutif tombe à cause d'un vote contre la Chambre sur les crédits militaires.
Sa place est occupée par Giovanni Giolitti, un nouveau visage de la politique italienne, dont le gouvernement tombe à la suite du scandale de la Banca Romana en décembre 1893, ce qui entraîne le retour au pouvoir du rival de di Rudinì, Francesco Crispi. L'homme politique italien reprend alors ses activités politiques, s'alliant au leader radical Felice Cavallotti.

### Deuxième mandat
Après la crise consécutive au désastre d'Adoua (1er mars 1896), di Rudinì, malgré l'aversion d'Umberto I, qui ne digère pas son désengagement dans la politique coloniale, est nommé Premier ministre le 10 mars. Son deuxième gouvernement, dans lequel il détient également le ministère de l'Intérieur, compte le général Cesare Francesco Ricotti-Magnani, un vétéran conservateur, comme ministre de la Guerre. Le 14 mars, di Rudinì accorde l'amnistie pour les délits politiques liés aux insurrections de Lunigiana et de Sicile, durement réprimées par son compatriote Crispi, et entame immédiatement des négociations pour mettre fin à la campagne d'Afrique orientale. En juillet, il lance un nouvel exécutif, avec Luigi Pelloux comme ministre de la Guerre, qui reste en fonction jusqu'en décembre 1897. Il conclut la paix avec l'Abyssinie par le traité d'Addis-Abeba, signé le 26 octobre 1896 par Ménélik II pour l'Éthiopie et Cesare Nerazzini pour l'Italie, qui prévoit l'abolition du précédent traité de Wouchalé et la fixation de la frontière entre l'Éthiopie et l'Érythrée.
Cependant, il compromet les relations avec le Royaume-Uni en publiant une correspondance diplomatique confidentielle non autorisée dans un livre vert sur la question abyssine; ensuite, pour satisfaire le parti anticolonial, il cède Kassala aux Britanniques en décembre 1897, ce qui provoque une grande indignation en Italie. Sa politique intérieure est marquée par l'endiguement des pressions radicales et de Crispi.
Di Rudini imagine une décentralisation réactionnaire qui supprime l’élection des maires des communes de plus de 10 000 habitants, introduit le vote plural pour les chefs de famille et transfère le pouvoir des sous-préfets à un collège de notables locaux. Il fait de sa Sicile natale le terrain d'expérimentation de cette réforme conservatrice par le décret royal du 5 avril 1896 qui instaure un Commissariat civil. Le commissaire civil concentre sur l'île les pouvoirs des ministères de l’Intérieur, de l’Instruction publique, des Travaux publics, des Finances et de l’Agriculture, de l'Industrie et du Commerce. Il peut dissoudre les conseils municipaux, contrôler les associations, suspendre certains fonctionnaires, organiser la sécurité publique. Di Rudini nomme à ce poste le préfet de Milan, Giovanni Codronchi, connu pour sa répression des mouvements sociaux et son opposition à la loi électorale de 1882. Inspiré par le self-government théorisé par Johann Caspar Bluntschli, le projet politique de Di Rudini rejoint un temps celui des progressistes menés par Napoleone Colajanni. Mais contre les ambitions socialistes d'autonomie démocratique et populaire, Di Rudini et Codronchi mettent en place un pouvoir élitaire sicilianiste, excluant les classes moyennes. Aux élections de mars 1897, ils parviennent à faire battre en Sicile les partisans de Crispi et les candidats d'extrême gauche qui n'ont plus que 3 des 52 sièges que l'île envoie Parlement, le nombre de nobles représentant 40 % des députés siciliens. Pourtant il quitte le pouvoir sans avoir modernisé les structures politico-économiques de l'île.
En dissolvant la Chambre au début de l'année 1897 et en favorisant les candidats radicaux aux élections générales, il a ouvert la voie aux émeutes de mai 1898 à Milan, dont la répression est faite dans le sang, avec l'état de siège à Milan, Naples, Florence et Livourne. Au cours de son second mandat, il change encore plusieurs fois de cabinet (décembre 1897, juin 1898) sans renforcer sa position politique, la dernière fois après les manifestations populaires. Face au massacre de Milan, il est contraint de démissionner en juin 1898 et c'est Luigi Pelloux qui lui succède.

### Dernières années et décès
Réélu à la Chambre des députés en 1900 et 1904, il s'oppose à la politique de Giolitti. Retiré dans le Villino Rudinì à Rome, qu'il avait commandé à l'architecte sicilien Ernesto Basile, le marquis meurt le 7 août 1908, à 69 ans. Il est enterré au cimetière du Verano à Rome.
Peu aimé dans sa ville natale en particulier pour avoir défendu l'ordre gouvernemental contre le peuple lors de la révolte de 1866, il ne bénéficie pas d'un deuil collectif, malgré ses anciennes charges de maire et de préfet et sa carrière nationale, et n'obtient le privilège posthume de donner son nom à une voie de Palerme que plusieurs années après sa mort.
Arrière-petit-fils du fondateur de Pachino, il a été le promoteur du redressement économique de la zone sud-est de la Sicile, ravagée par le phylloxéra. Il fait venir de nouvelles vignes des États-Unis et construit à Marzamemi la première grande meule industrielle de Sicile, équipée de réservoirs souterrains et d'un système de pompage ultramoderne.
Il est déclaré franc-maçon par le grand maître du Grand Orient d'Italie Ernesto Nathan dans un discours prononcé au Teatro Costanzi le 21 avril 1918.

## Vie privée
Il était l'un des grands propriétaires terriens de Sicile et gérait ses propriétés selon des principes libéraux, ne rencontrant jamais de problèmes avec la main-d'œuvre agricole. Il se marie en 1864 avec la noble française Maria de Barral, qui lui donne deux enfants : Carlo, qui épousera une fille d'Henry Labouchère, et une fille, Alessandra qui, après avoir été l'amante de Gabriele D'Annunzio, deviendra une carmélite.
De santé faible, Maria de Barral fut hospitalisée pendant un certain temps et mourut le 7 février 1896. Après la mort de sa femme, di Rudinì épouse en secondes noces Leonia Incisa Beccaria de Santo Stefano Belbo, le 30 juillet 1896.

## Distinctions
- Chevalier de l'ordre suprême de la Très Sainte Annonciade - 1896
- Chevalier grand-croix de l'ordre des Saints-Maurice-et-Lazare - 1896
- Chevalier grand-croix de l'ordre de la Couronne d'Italie

## Sources
- (it) Une partie de ce texte est une traduction de l'article de l'Enciclopedia Britannica de 1911 maintenant dans le domaine public.